# Майор Гром 3
«Майор Гром 3»
Майор Гром 3 - четвертый фильм снятый студией Buble по одноименным комиксам  . 
Жанр : боевик , приключение , детектив , драма.
Выход фильма намечен на 2028 год . 
Предположительный сюжет
В конце последнего фильма мы видим папку на столе Вениамина Рубенштейна «Сверхчеловек» вокруг этого возможно и будет строится весь фильм . 
Приквел : «Майор гром игра», «Майор Гром Чумной доктор»
Источники :
Fandom
1. ↑  Майор Гром 3 (Фильм). Бубвики. Дата обращения: 18 августа 2025.